# Коогас, Андрес
Андрес Коогас (эст. Andres Koogas; 5 сентября 1987, Таллин) — эстонский футболист, защитник, тренер.

## Биография
Начинал играть на взрослом уровне в низших лигах Эстонии за команды, входившие в структуру таллинской «Флоры». В середине 2003 года перешёл в «Тервис» (Пярну) из первой лиги, где провёл два с половиной сезона. В ходе сезона 2005 года был впервые вызван в основную команду «Флоры», в её составе дебютировал в высшем дивизионе 8 мая 2005 года в матче против «Курессааре». Следующий сезон провёл в составе аутсайдера высшей лиги «Валга Уорриор», а в 2007 году вернулся в «Флору». Основным игроком таллинского клуба так и не стал, сыграв за три неполных сезона 27 матчей в чемпионате страны. Становился серебряным призёром чемпионата (2007, 2008), обладателем Кубка Эстонии (2007/08).
В 2009 году перешёл в «Тулевик» (Вильянди), где провёл полтора сезона. Летом 2010 года перешёл в столичный «Нымме Калью», выступал за него три с половиной года и провёл ровно 100 матчей в чемпионате, также участвовал в еврокубках (8 матчей). В 2012 году со своим клубом стал чемпионом Эстонии, также дважды становился серебряным призёром (2011, 2013), финалист Кубка Эстонии (2012/13). По состоянию на 2013 год был капитаном «Нымме Калью». По окончании сезона 2013 года прекратил профессиональную карьеру и ещё несколько лет играл за любительский клуб «Чарма»/«Табасалу» в низших лигах.
Всего в высшей лиге Эстонии сыграл 205 матчей и забил 14 голов.
Выступал за юниорские и молодёжные сборные Эстонии.
После окончания игровой карьеры стал работать тренером детско-юношеских команд «Флоры». В 2017 году возглавлял клубную команду 17-летних. Также несколько лет входил в тренерские штабы юниорских сборных Эстонии, а в 2017 году возглавлял сборную 16-летних, которая под его руководством провела 2 матча. Имеет тренерскую лицензию «А».

## Достижения
- Чемпион Эстонии: 2012
- Серебряный призёр чемпионата Эстонии: 2007, 2008, 2011, 2013
- Обладатель Кубка Эстонии: 2007/08
- Финалист Кубка Эстонии: 2012/13